# Чарльз Бікфорд
Чарльз Бікфорд (англ. Charles Bickford; нар. 1 січня 1891, Кембридж, Массачусетс, США — пом. 9 листопада 1967, Лос-Анджелес, Каліфорнія, США) — американський актор театру, кіно та телебачення, триразовий номінант премії «Оскар» за найкращу чоловічу роль другого плану.

## Життєпис
Бікфорд народився в Кембриджі, штат Массачусетс, у першу хвилину нового 1891 року. Він був п'ятим з семи дітей. У дитинстві відрізнявся самостійністю і непокорою, а в дев'ять років його судили за спробу вбивства машиніста, який своїм візком випадково вбив його собаку, але Бікфорд був виправданий.
Бікфорд мав намір вступити до Массачусетського технологічного інституту (MIT), щоб здобути ступінь інженера, але, блукаючи по країні, він познайомився з менеджером бурлеск-шоу, який переконав Бікфорда взяти роль у шоу. Він дебютував в Окленді, штат Каліфорнія, в 1911 році. Він дебютував на сцені з John Craig Stock Company в театрі Castle Square у Бостоні в 1912 році. Зрештою він приєднався до дорожньої компанії та подорожував Сполученими Штатами понад десять років, з'являючись у різних постановках. У 1925 році, працюючи в бродвейській п'єсі під назвою Outside Looking In, (у своїй першій ролі на Бродвеї) отримав схвальні відгуки. Йому запропонували роль у фільмі Герберта Бренона 1926 року. Після його появи в критично оціненій, але невдалій драмі Максвелла Андерсона і Гарольда Хікерсона про справу Сакко і Ванцетті «Боги блискавок» (Бікфорд був персонажем Сакко), з ним зв'язався режисер Сесіл Б. Де Мілль і запропонував контракт з Metro-Goldwyn. Студія Маєра (MGM) зіграє головну роль у першому розмовному фільмі ДеМілля: «Динаміт». Незабаром він почав працювати з керівником студії MGM Луїсом Б. Маєром над низкою проєктів.
Досягши великого успіху, зігравши безліч характерних ролей у фільмах, а потім і на телебаченні, Бікфорд швидко став дуже популярним; його міцна статура, різкі риси обличчя в поєднанні з грубим сильним голосом підходили для різних ролей. Найчастіше він грав батьків, суворих бізнесменів, важкоатлетів, капітанів кораблів чи якихось авторитетних постатей. У 1940-х роках він тричі номінувався на премію Оскар за найкращу чоловічу роль другого плану. Він був провідним актором телесеріалу 1950-х років «Людина за значком».
16 квітня 1958 року Бікфорд з'явився з Роджером Смітом в «Історії Деніела Баррістера».
Дві найбільш пам'ятні ролі актора наприкінці кар'єри на великому екрані відбулися у вестерні «Велика країна» (1958; роль заможного й безжалісного власника ранчо) з Грегорі Пеком і Чарлтоном Хестоном та в драмі «Дні вина і троянд» (1962; роль нещасного батька алкоголіка) з Джеком Леммоном і Лі Реміком.

## Фільмографія
| Рік  |   | Українська назва | Оригінальна назва      | Роль             |
| ---- | - | ---------------- | ---------------------- | ---------------- |
| 1929 | ф | Динаміт          | Dynamite               |                  |
| 1939 | ф | Встань і бийся   | Stand Up and Fight     |                  |
| 1943 | ф | Пісня Бернадетти | The Song of Bernadette | отець Пейрамаль  |
| 1947 | ф | Донька фермера   | The Farmer's Daughter  | Джозеф Кленсі    |
| 1948 | ф | Джонні Белінда   | Johnny Belinda         | Блек Мак-Дональд |
| 1955 | ф | Принц гравців    |                        |                  |